# Paul Fejos
Paul Fejos, född 27 januari 1897 i Budapest som Fejős Pál, död 23 april 1963, var en ungersk-amerikansk antropolog och filmregissör. 
Fejos deltog i första världskriget och inledde därefter sin filmkarriär i Ungern. Efter misslyckandet Egri csillagok (1923) lämnade han landet och bosatte sig i Wien och senare Berlin där han arbetade med Fritz Lang. 1924 emigrerade han till USA där han 1930 fick medborgarskap. I USA bosatte han sig i Hollywood där han gjorde ett antal filmer av vilken Lonesome var den mest uppmärksammade.
1936 gifte han sig med den danska journalisten Inga Arvad som bland annat är känd för sina förhållanden med John F Kennedy och den svenska finansmannen Axel Wenner-Gren. Fejos och Wenner-Gren var goda vänner och den senare stödde Fejos antropologiska arbete. De gjorde flera expeditioner ihop till Peru, bland annat Wenner-Gren expeditionen, och senare grundade Fejos The Viking Foundation, en stiftelse som Wenner-Gren lade den finansiella grunden för och som belönar framstående antropologers arbete för att sprida kunskap om olika kulturer i världen.

## Filmografi i urval
- 1923 - Egri csillagok
- 1927 - Farlig makt
- 1928 - Lonesome
- 1929 - Broadway
- 1930 - Marseljäsen (ej krediterad)
- 1930 - Jazzkungen (ej krediterad)
- 1932 - Fantômas
- 1932 - Tavaszi zápor
- 1933 - Marie, légende hongroise
- 1940 – Man och kvinna